# Посольство США в Китае
Посольство Соединённых Штатов Америки в Китайской Народной Республике (англ. Embassy of the United States in the People's Republic of China, кит. 美国驻华大使馆) — дипломатическая миссия США в Китайской Народной Республике (Китае), расположена в Пекине в районе Чаоян. Является административным офисом посла США в Китае.
Помимо Пекина, охватывает города центрального подчинения Тяньцзинь и Чунцин, а также провинции Ганьсу, Гуйчжоу, Хэбэй, Хэнань, Хубэй, Хунань, Внутренняя Монголия, Цзянси, Нинся-Хуэйский автономный район, Цинхай, Шаньси, Шэньси, Шаньдун, Сычуань, Тибетский автономный район, Синьцзян-Уйгурский автономный район и Юньнань.

## История
Поскольку территория посольства США по закону находится вне пределов досягаемости правительственных сил Китая, средства массовой информации сообщили, что оно могло быть убежищем для китайского диссидента Чэня Ганчэна после того, как он сбежал из-под домашнего ареста.
Действующее посольство США в Пекине является третьей по величине американской дипломатической миссией в мире после посольства США в Ираке и посольства США в Армении. Восьмиэтажное здание площадью 500 000 квадратных футов (46 000 м².) включает в себя большое количество стеклянных сооружений. Расположен на участке земли площадью 10 акров (4,0 га). Президент США Джордж Буш открыл здание посольства 8 августа 2008 года.
Склад посольства расположен в промышленной зоне пекинского аэропорта в районе Шуньи.